# Yamoussoukro

Yamoussoukro [jamusukʁo]IPA je oficiálním hlavním městem Pobřeží slonoviny (Côte d'Ivoire). V podstatě se jedná o jeden celý departement. V této původně nevýznamné vesnici jménem N'Gokro (na poč. 20. století měla necelých 500 obyvatel) se r. 1905 narodil pozdější první prezident nezávislého Pobřeží slonoviny, Félix Houphouët-Boigny. Ten 21. března 1983 učinil toto město hlavním městem země. Faktickým hlavním městem je však stále Abidžan.

## Geografie
Yamassoukro se nachází ve vnitrozemí státu na břehu ústí řeky Bandama z přehradního jezera Kossou. Město se nachází v průměrné nadmořské výšce 208 m n. m., nejvyšší bod leží ve výšce 275 m n. m., nejnižší pak ve výšce 190 m n. m. a představuje jej hladina Bandamy. Ve dne se teplota vzduchu pohybuje průměrně okolo 28 °C v lednu a 25 °C v červenci. V lednu průměrně spadne 25 mm srážek, v červnu, nejdeštivějším měsíci roku, 608 mm srážek.

## Obyvatelstvo
Yamassoukro se neřadí dle počtu obyvatel k příliš velkým městům. V roce 1984, kdy se stalo hlavním městem celé země, zde žilo pouze 120 000 obyvatel. Počet občanů zde žijících se zvyšuje velmi pomalu, v roce 2005 jich zde žilo, v porovnání s několikamilionovým Abidžanem, pouze 200 659.

## Vzhled
Význam města vzrostl hlavně díky obrovskému vlivu Félixe Houphouët-Boignyho, prvního prezidenta země – ten se tu v r. 1939 stal starostou a v polovině 60. let začal s postupným budováním města. Po přestěhování centra státu zde došlo k vybudování na africké poměry výstavní infrastruktury, jež zahrnuje velice hustou síť ulic a silnic. V roce 1989 byla dokončena stavba baziliky Notre Dame de la Paix, která představuje kopii chrámu Sv. Petra v Římě a největší křesťanský chrám na světě. Navíc se řadí k nejoriginálnějším stavbám na africkém kontinentu. Kromě tohoto svatostánku se zde nachází také protestantská katedrála a velká mešita pro vyznavače islámu. Zajímavou architektonickou památku představuje palác prezidenta Houphoëta-Boignyho. V blízkosti Yamoussoukra se nachází národní park Abokouamékro.

## Hospodářství
Ve městě se nachází několik průmyslových závodů, především ale potravinářské podniky, které se zabývají zpracováváním ryb, dále pak dřevozpracují závody a podniky, jež vyrábí kosmetiku.